# 夸尔特利
夸尔特利，是西班牙巴伦西亚自治区巴伦西亚省的一个市镇。总面积3平方公里，总人口1359人（2001年），人口密度453人/平方公里。